# OBE (album)
OBE è il primo album in studio del DJ producer italiano Mace, pubblicato il 5 febbraio 2021 dalla Island Records.
L'album è stato posizionato al quarto posto della classifica dei 20 migliori dischi italiani dell'anno stilata dalla rivista Rolling Stone Italia.

## Descrizione
Il titolo del disco è l'acronimo di Out of Body Experience (esperienza extracorporea) e presenta 17 brani, di cui alcuni realizzati mediante la collaborazione di Mace con il musicista e cantante Venerus. In esso figurano anche le partecipazioni vocali di svariati artisti appartenenti perlopiù alla scena hip hop italiana, come Gemitaiz, Gué Pequeno, Jack the Smoker, Jake La Furia, Noyz Narcos e Salmo, ma non mancano anche cantanti come Blanco, Colapesce, Franco126 e Madame. Dal punto di vista musicale OBE è un disco urban influenzato da svariate sonorità che passano dal contemporary R&B e al soul fino al trap e alla musica elettronica.

## Promozione
Il 10 novembre 2020, contestualmente all'annuncio della firma con la Island, Mace ha rivelato il primo singolo Ragazzi della nebbia, realizzato con la partecipazione vocale degli FSK Satellite e di Irama e distribuito digitalmente tre giorni più tardi. L'8 gennaio 2021 è stata la volta del secondo singolo La canzone nostra, con alla voce Blanco e Salmo.
L'11 giugno 2021 è uscita la versione strumentale dell'album nel solo formato vinile, caratterizzata da una copertina differente. Nella serata del 5 luglio l'artista ha tenuto un concerto speciale in live streaming gratuito sul tetto dell'arco trionfale della galleria Vittorio Emanuele II di Milano come parte dell'evento Mace x Milano. Nel 2022 ha intrapreso la tournée OBE Live - An Out of Body Experience, partita a Nonantola il 10 maggio e terminata a Bologna il 28 dello stesso mese.

## Accoglienza
| Recensione      | Giudizio |
| --------------- | -------- |
| La casa del rap | 9/10     |
| Ondarock        | 7/10     |
| Rockol          | 7,5/10   |
| Rockit          | Positiva |

Il disco è stato accolto in modo positivo dalla critica, soprattutto per la tendenza di Mace nello sperimentare nuove sonorità uscendo dalla propria zona di comfort. 
Al riguardo, Claudio Cabona di Rockol scrive che «[Mace] spinge i tanti ospiti presenti a uscire dai propri recinti, sperimentando modi di cantare nuovi o abbracciando sonorità diverse». Benedetta Minoliti di La casa del rap ne elogia la struttura, che rende il disco un producer album per definizione, dove «gli artisti quasi si mettono "al servizio" del producer, e non viceversa», aggiungendo che la vera perla del disco è Hallucination «un brano strumentale che chiude OBE e fa da ciliegina sulla torta ad uno dei producer album più interessanti e caleidoscopici degli ultimi anni».
In una recensione positiva, Marco Beltramelli di Rockit descrive OBE come «una raccolta di 17 viaggi, sensoriali e sonori, che, anche artisticamente, elude i confini del rap creandone quasi una versione dreamy, abbracciando le sfumature della musica black, della techno più tribale ma anche dell'elettronica acida», comparando la coppia Venerus-Mace a Dante e Virgilio. Per Antonio Silvestri di Ondarock, grazie a OBE Mace «consegna con il suo tardivo esordio solista un contributo che si distingue per maturità e fantasia, scansando molte delle soluzioni oggi più frequentate grazie a un solido apporto personale».

## Tracce
1. Colpa tua ⫷⫸ (con Venerus, Gué Pequeno) – 3:04 (Simone Benussi, Andrea Venerus, Cosimo Fini, Danny Bronzini)
2. La canzone nostra ⟁ (con Blanco, Salmo) – 3:57 (Simone Benussi, Andrea Venerus, Riccardo Fabbriconi, Maurizio Pisciottu)
3. Dal tramonto all'alba ⚭ (con Venerus, Gemitaiz) – 3:41 (Simone Benussi, Andrea Venerus, Davide De Luca)
4. Buonanotte ❈ (con Noyz Narcos, Franco126, Side Baby) – 3:28 (Simone Benussi, Emanuele Frasca, Federico Bertollini, Arturo Bruni, Andrea Venerus)
5. Non vivo più sulla terra ༻ (con Rkomi, Venerus) – 5:11 (Simone Benussi, Mirko Martorana, Andrea Venerus)
6. Ayahuasca ☰ (con Colapesce, Chiello FSK) – 4:07 (Simone Benussi, Lorenzo Urciullo, Rocco Modello)
7. Candyman ༄ (con Gemitaiz) – 3:44 (Simone Benussi, Davide De Luca)
8. Notte fonda ཨ (con Ketama126, Psicologi) – 4:16 (Simone Benussi, Piero Baldini, Marco De Cesaris, Alessio Aresu, Danny Bronzini)
9. Senza fiato ཀརྨ (con Venerus, Joan Thiele) – 3:31 (Simone Benussi, Andrea Venerus, Joan Thiele)
10. Acqua ཆུ (con Rkomi, Madame) – 3:09 (Simone Benussi, Matteo Soru, Mirko Martorana, Andrea Venerus, Francesca Calearo, Emanuele Camaiani)
11. Sogni lucidi ⊰⊱ (con Carl Brave, Rosa Chemical) – 3:06 (Simone Benussi, Carlo Luigi Coraggio, Manuel Franco Rocati, Matteo Rossanese)
12. Sirena མེ (con Ernia, Samurai Jay, DARRN) – 3:58 (Simone Benussi, Matteo Professione, Gennaro Amatore, Dario Schittone)
13. Top Boy ⨳ (con Geolier) – 2:12 (Simone Benussi, Andrea Venerus, Emanuele Palumbo)
14. Ragazzi della nebbia ♅ (con FSK Satellite, Irama) – 3:10 (Simone Benussi, Andrea Venerus, Filippo Maria Fanti, Rocco Modello, Michele Ballabene, Romano Maiorella)
15. Scostumato ♄ (con J Lord, Fritz da Cat) – 1:49 (Simone Benussi, Alessandro Civitelli, Johnson Lord)
16. Dio non è sordo ལྷ (con Izi, Jack the Smoker, Jake La Furia) – 3:31 (Simone Benussi, Andrea Venerus, Diego Germini, Giacomo Romano, Francesco Vigorelli)
17. Hallucination ☿ – 4:32 (Simone Benussi, Andrea Venerus)

## Formazione
- Mace – produzione, sintetizzatore e pianoforte giocattolo (traccia 7)
- Andrea Suriani – missaggio, mastering
- Domenico Romeo – grafica
- Maria Sang – fotografia
- Venerus – voce (tracce 1, 3, 5 e 9), pianoforte a coda (tracce 1 e 12), chitarra (tracce 2, 3, 9, 10, 13 e 16), microbrute (traccia 2), produzione (tracce 3, 4, 9, 13, 14 e 17), tastiera (tracce 3, 9 e 13), cori (tracce 3-5, 10), chitarra elettrica e classica (traccia 4)
- Gué Pequeno – voce (traccia 1)
- Danny Bronzini – chitarra (tracce 1, 5, 8 e 11)
- Rodrigo D'Erasmo – violino (traccia 1)
- Blossom – voce (finale traccia 1)
- Blanco – voce (traccia 2)
- Salmo – voce (traccia 2)
- Leslie Sackey – cori (tracce 2, 3, 5 e 12)
- Gemitaiz – voce (tracce 3 e 7), produzione (traccia 7)
- Andrea Micheloni – armonica (traccia 3)
- Franco126 – voce (traccia 4)
- Noyz Narcos – voce (traccia 4)
- Side Baby – voce (traccia 4)
- Enrico Gabrielli – flauto traverso (tracce 4 e 6), sassofono (traccia 9)
- Rkomi – voce (tracce 5 e 10)
- Vittorio Gervasi – sassofono (tracce 5 e 11)
- Colapesce – voce e basso elettrico (traccia 6)
- Moses – cori e armonizzatore (traccia 7 e 16), voce aggiuntiva (traccia 13)
- Ketama126 – voce (traccia 8)
- Psicologi – voci (traccia 8)
- Joan Thiele – voce (traccia 9)
- Emanuele Triglia – mellotron (traccia 9)
- Beppe Scardino – sassofono (traccia 9)
- Mirko Cisilino – sassofono (traccia 9)
- Madame – voce (traccia 10)
- Swan – produzione (traccia 10)
- Emanuele Camaiani – chitarra (traccia 10)
- Carl Brave – voce (traccia 11)
- Rosa Chemical – voce (traccia 11)
- Theodor – produzione (traccia 11)
- Ernia – voce (traccia 12)
- Samurai Jay – voce (traccia 12)
- DARRN – voce (traccia 12)
- Geolier – voce (traccia 13)
- FSK Satellite:
  - Chiello FSK – voce (tracce 6 e 14)
  - Taxi B – voce (traccia 14)
  - Sapobully – voce (traccia 14)
- Irama – voce (traccia 14)
- J Lord – voce (traccia 15)
- Fritz da Cat – produzione (traccia 15)
- Izi – voce (traccia 16)
- Jack the Smoker – voce (traccia 16)
- Jake La Furia – voce (traccia 16)

## Classifiche

### Classifiche settimanali
| Classifica (2021) | Posizione massima |
| ----------------- | ----------------- |
| Italia            | 1                 |
| Svizzera          | 34                |

### Classifiche di fine anno
| Classifica (2021) | Posizione |
| ----------------- | --------- |
| Italia            | 11        |
| Classifica (2022) | Posizione |
| Italia            | 48        |